# Ван ден Берг, Дэви
Дэйв Йоханнес Андреас ван ден Берг (нидерл. Dave Johannes Andreas van den Berg; 4 февраля 2000, Уден, Северный Брабант, Нидерланды) — нидерландский футболист, играющий на позиции полузащитника за клуб «Утрехт».

## Клубная карьера
Ван ден Берг играл в юношеский футбол за клуб своего родного города УДИ '19, прежде чем присоединиться к молодежной академии ПСВ из Эйндховена в 2008 году. 3 октября 2018 года ван ден Берг был в составе команды ПСВ до 19 лет, выступавшей в Юношеской лиге УЕФА под руководством главного тренера Руда ван Нистелроя. Он дебютировал в матче против миланского «Интернационале» до 19 лет, выйдя на замену Рико Зегерсу в победной со счётом 2:1 встречи. В конце 2018 года у ван ден Берга возникли разногласия со своим тренером ван Нистелроем, и его контракт был расторгнут по обоюдному согласию.
13 февраля 2019 года на правах свободного агента подписал контракт с «Утрехтом» до 2021 года с опцией продления ещё на 1 год. 18 октября 2019 года, выйдя на замену Хишаму Ачеффаю, он дебютировал за резервную команду «Йонг Утрехт», в домашней матче 2:2 против «Де Графсхапа». 9 сентября 2020 года его контракт был продлен до 2023 года с опцией продления еще на один год. 29 августа 2021 года он дебютировал в Эредивизи за «Утрехт» 29 августа 2021 года, выйдя на замену на 87-й минуте матче вместо Симона Густафсона, в домашнем победном матче со счётом 3:1 против «Фейеноорда» 31 января 2022 года ван ден Берг был отдан в аренду в «Роду».
4 августа 2022 года ван ден Берг перешёл в «ПЕК Зволле», подписав двухлетний контракт с возможностью продления ещё на один год. Он дебютировал за клуб 7 августа 2022 года, выйдя на замену вместо Томислава Мрконича во втором тайме победного над «Де Графсхапом» матче со счётом 2:1.

## Личная жизнь
Является новообращенным мусульманином, так как принял ислам. Оказал впечатление на людей в социальных сетях своим мелодичным чтением Корана. Женат, имеет дочь.